# Виктория Пишуркова
Вижте пояснителната страница за други личности с името Виктория.
Виктория Кръстева Пишуркова (Витка Пишурка) е българска учителка.

## Биография
Родена е на 15 май 1858 година в Лом, в семейството на Ангелина Пишуркова и Кръстьо Пишурка. Неин дядо е учителят във Враца Стоян Пишурка. Завършва Ломското девическо училище и Габровското девическо класно училище. През 1872 година е учителка в Габрово, след това в Ловеч (1873 – 1876) и Лом (1876 – 1877). През 1878 година се омъжва за етнографа Димитър Маринов. Членува в Женското дружество в Лом. Умира на 4 юни 1929 година.